# Afrophila
Afrophila is een geslacht van kreeftachtigen uit de klasse van de Malacostraca (hogere kreeftachtigen).

## Soort
- Afrophila punctata (Bell, 1855)